# Media Molecule
Media Molecule è uno sviluppatore di videogiochi con sede a Guildford nel Surrey. L'azienda è stata fondata nel gennaio 2006 dall'ex Lionhead Studios, più precisamente dai dipendenti Mark Healey, Alex Evans, Dave Smith e Kareem Ettouney. Prima di avviare la società, i fondatori hanno lavorato insieme sul videogioco Rag Doll Kung Fu uscito nel 2005.
Il primo Gioco prodotto dalla società è stato LittleBigPlanet, che è stato annunciato e mostrato alla Game Developers Conference 2007. Il piano è stato sempre quello di produrre giochi per mantenere sotto controllo i costi. Evans, in particolare, era ansioso di evitare quello che lui chiama il "ciclo del debito". È stata soprattutto questa preoccupazione che ha portato i fondatori a considerare i contenuti generati dagli utenti. Infatti in LittleBigPlanet ogni utente ha strumenti per la creazione di livelli e la possibilità di pubblicare i contenuti su Internet. "Ogni volta che avvio ci sono più livelli per giocare", spiega Evans. Media Molecule ha vinto il premio dell'anno agli Spike Video Game Awards 2008. LittleBigPlanet ha segnato un 95 su Metacritic; il gioco ha anche vinto numerosi premi se si considera anche il 'Game Of The Year Edition' uscito un anno dopo.
Media Molecule ha poi aiutato SCE Cambridge Studio a sviluppare LittleBigPlanet (PSP) per PlayStation Portable pubblicato nel 2009, mentre sul PlayStation Store sono stati pubblicati aggiornamenti e DLC dell'originale LittleBigPlanet.
Il 2 marzo 2010, Sony Computer Entertainment (SCE) ha annunciato di aver acquisito Media Molecule.
Nel Gennaio dell'anno successivo è uscito il seguito di LittleBigPlanet, ovvero LittleBigPlanet 2.

## Videogiochi
| Titolo del gioco  | Pubblicazione | Piattaforma      | Note                                                           |
| ----------------- | ------------- | ---------------- | -------------------------------------------------------------- |
| LittleBigPlanet   | 2008          | PlayStation 3    | Ha vinto il Game of the Year nel 2009.                         |
| LittleBigPlanet 2 | 2011          | PlayStation 3    | Ha conquistato 5 Guinness dei primati.                         |
| Tearaway          | 2013          | PlayStation Vita |                                                                |
| Dreams            | 2020          | PlayStation 4    | Il gioco è stato distribuito in Early access il 16 aprile 2019 |